# Hasan Samavati
Hasan Samavati es un deportista iraní que compitió en atletismo adaptado. Ganó una medalla de bronce en los Juegos Paralímpicos de Seúl 1988, en la prueba de lanzamiento de disco (clase A1-3A9L3).

## Palmarés internacional
| Juegos Paralímpicos | Juegos Paralímpicos  | Juegos Paralímpicos | Juegos Paralímpicos |
| Año                 | Lugar                | Medalla             | Prueba              |
| ------------------- | -------------------- | ------------------- | ------------------- |
| 1988                | Seúl (Corea del Sur) | Medalla de bronce   | Disco A1-3A9L3      |